# Noradrenaline
Noradrenaline (ook norepinefrine) is een in het lichaam voorkomende neurotransmitter en een hormoon. Noradrenaline is een catecholamine die vaak verward wordt met adrenaline (=N-methyl-noradrenaline), die een sterk opwekkende werking geeft. Als neurotransmitter komt hij voor in de hersenen (zie locus caeruleus), en in de zenuwuiteinden van het sympathische of orthosympathische zenuwstelsel. Als hormoon wordt hij in het bijniermerg geproduceerd, waar de werking vergelijkbaar is met adrenaline.
Over het algemeen voelen mensen met te weinig noradrenaline zich depressief en mensen met een teveel aan noradrenaline euforisch, gespannen, angstig of opgewonden. Dit hangt af van de stemming en van andere neurotransmitters, zoals onder andere serotonine.

## Vorming
1. Fenylalanine wordt gehydroxyleerd. Hierdoor ontstaat tyrosine.
2. Tyrosine wordt gehydroxyleerd. Hierdoor ontstaat L-DOPA.
3. L-DOPA wordt gedecarboxyleerd. Hierdoor ontstaat dopamine.
4. Dopamine wordt gehydroxyleerd. Hierdoor ontstaat noradrenaline.

Tyrosine
L-DOPA
Dopamine
Noradrenaline

Na methylering van noradrenaline kan nog adrenaline ontstaan.

## Werking
Er zijn negen typen adrenerge receptoren, α één (A, B en D) en twee (A, B en C), en β één, twee en drie. De α-receptoren werken op de vaten en de inwendige organen, de β-receptoren op het hart, de hersenen, de longen, de alvleesklier en vetweefsels.
DOPA, dopamine, noradrenaline en adrenaline hebben elk verschillende eigenschappen met betrekking tot het stimuleren van de verschillende adrenerge receptoren.
Noradrenaline IV heeft overwegend een α 1+2 (alfa-sympathicomimetisch), en β 1-receptorstimulerend effect. Het stimuleert de inotropie (pompwerking) van het hart, vernauwt zowel de bloedvaten naar de inwendige organen als naar de periferie (skeletspieren). Nettoresultaat is een bloeddrukverhogende werking. Ook vermindert het de spijsvertering. Bij hogere doseringen ontstaat pupilverwijding (een α 1-effect).
Noradrenaline IV wordt op de intensive care gebruikt om een lage bloeddruk bij een (met name een septische) shock te behandelen. Het kan tot een bepaalde dosis per tijdseenheid perifeer worden gegeven, bij hogere doses wordt het over een centrale lijn gegeven.
Noradrenaline en adrenaline worden door het lichaam erg snel afgebroken (binnen enkele minuten); het lichaam produceert deze stoffen tijdens acute stresssituaties. De bloeddruk stijgt en de bloedtoevoer naar spijsverteringsorganen en huid wordt geremd. Het bloed is dan beschikbaar voor de hersenen en voor spieren die worden gebruikt. 
Methylxanthines zoals cafeïne, theobromine, etcetera kunnen de receptoren voor noradrenaline versterken en zorgen voor een krachtiger effect. Drugs zoals cocaïne, MDMA en amfetamine stimuleren (ieder op een verschillende manier) de werking van noradrenaline.

## Toepassing
Noradrenaline wordt per infuus toegediend bij hypotensie (lage bloeddruk) ten gevolge van een shock. Het mag echter niet worden geïnjecteerd wanneer als anestheticum cyclopropaan of halothaan is gebruikt.
Bij depressie kunnen medicijnen gebruikt worden die de werking van noradrenaline stimuleren, zoals MAO-remmers. Bij hyperkinesie, hyperactiviteit, ADHD of ADD wordt soms methylfenidaat of atomoxetine voorgeschreven, dat de heropname van noradrenaline remt.

## Klachten bij overdosis
- Fotofobie (lichtschuwheid)
- Hevig zweten
- Braken
- Keelpijn
- Retrosternale pijn (pijn achter het borstbeen)
- hypertensie (Bloeddrukverhoging)
- Hersenbloedingen
- Convulsies (spierschokken)
- Agitatie
- Tremor
- Aritmieën